# Коростовец, Иван Яковлевич
Иван Яковлевич Коростовец (Коростовцев) (1862—1933) — русский дипломат, востоковед.

## Биография
Родился 25 августа (6 сентября) 1862 года в семье дворянина Полтавской губернии. Его дед — Иван Яковлевич Коростовцев (1783—?) — адмирал русского флота.
В 1884 году окончил Александровский лицей.
Поступил на службу в Азиатский департамент Министерства иностранных дел; 1 мая 1890 года назначен вторым секретарём дипломатической миссии в Пекине. С 1894 года — секретарь миссии в Рио-де-Жанейро, с 1896 года — в Лиссабоне. 18 сентября 1899 года его назначили чиновником по дипломатической части при Главном начальнике Квантунской области, и с 14 декабря 1899 года он служил в Порт-Артуре. Однако в июне 1900 года, во время боксёрского восстания, был направлен с походным штабом вице-адмирала Е. И. Алексеева под Тяньцзинь, где с 5 августа по 7 сентября 1901 года, ввиду отсутствия консула, временно управлял делами консульства России. В апреле 1902 года он — генконсул в Бушире.

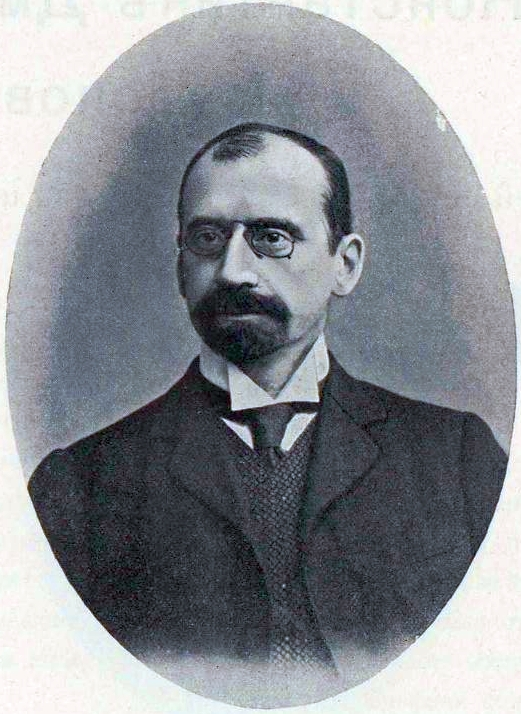
И. Я. Коростовец, 1906

В 1905 году участвовал в работе русской делегации при заключении Портсмутского мира с Японией, после чего его назначили вице-директором 1-го Департамента МИД (с 10 марта 1908).
После неожиданной смерти в китайской столице полномочного посла, известного дипломата-китаеведа Д. Д. Покотилова, по предложению министра иностранных дел А. П. Извольского 9 мая 1908 года он был назначен чрезвычайным и полномочным министром в Пекине. В инструкции, составленной для него в Министерстве иностранных дел и одобренной царём 25 июня 1908 года указывалось: «не отождествляя наших интересов с интересами Западной Европы, стремиться к продолжению нашей политики до 1898 г., то есть действовать миролюбиво и отдельно от других стран… В согласии с этим принципом нам следует внушить Пекинскому правительству, что мы искренно и сознательно готовы считаться с его законными притязаниями, но будем требовать такого же уважения и к нашим договорным правам и такой же готовности сообразовываться с нашими жизненными интересами».
В 1909—1911 годах — посланник в империи Цин. В декабре 1911 года чрезвычайным посланником и полномочным министром в Пекине был назначен В. Н. Крупенский.
В 1912 году по поручению премьер-министра С. Ю. Витте возглавил русскую дипломатическую миссию в Урге (ныне — Улан-Батор). 21 октября (3 ноября) 1912 года подписал в Урге Русско-монгольское соглашение, признававшее автономию (согласно русскому варианту) или независимость (согласно монгольскому варианту) Монголии и дававшее русским подданным в Монголии ряд привилегий. Этот акт означал признание независимого Монгольского государства. Этот договор, сыгравший решающую роль в процессе образования Монголии, был одним из крупных дипломатических успехов императорской России перед Первой мировой войной. Данному эпизоду русской истории посвящён документальный фильм режиссёра Валерия Балаяна «Урга 1912. Воспоминания о непрошедшем» (2007).
В августе 1913 года Коростовец был уволен, согласно прошению, от занимаемой должности с оставлением в ведомстве МИД. Это произошло в результате скандала, возникшего вследствие романа женатого Коростовца с молодой девушкой Ангелиной Пири (дочерью французского начальника почт в Пекине). Коростовцу однако, удалось урегулировать скандал и ему разрешили продолжить дипломатическую карьеру в МИД.
В октябре 1913 года Коростовец был назначен посланником в Персию и занимал этот пост до 1915 года. В июле 1915 — июне 1917 он был членом Совета Министерства иностранных дел.
После Октябрьской революции отказался сотрудничать с большевиками. Эмигрировал в Финляндию.
Жил в эмиграции в Берлине. Весною 1921 года совершил деловую поездку в Пекин, где в пекинской типографии были напечатаны его мемуары «Россия на Дальнем Востоке», относящиеся ко времени боксерского восстания в империи Цин. Скончался 1 января 1933 в Париже.
От брака с Александрой Вячеславовной Гордановой имел детей: Ольгу, Флавия и Вадима.

## Сочинения
- Коростовец И. Я. Девять месяцев в Монголии. Дневник русского уполномоченного в Урге. Декабрь 1912 г. — май 1913 г. — Россияне в Азии, № 2, 1995, с.85-211.
- Коростовец И. Я. Девять месяцев в Монголии. Дневник русского уполномоченного в Урге. Декабрь 1912 г. — май 1913 г. — Россияне в Азии, № 3, 1996, с.225-292.
- Коростовец И. Я. От Чингис хана до Советской республики. — Улан-Батор: Адмон, 2004.
- Коростовец И. Я. Девять месяцев в Монголии. Дневник русского уполномоченного в Монголии. Август 1912 — май 1913 г. Улаанбаатар: Адмон, 2009.
- Китайцы и их цивилизация. — Санкт-Петербург, 1896.
- Россия на Дальнем Востоке. Воспоминания. — М. 1907.
- Мирные переговоры в Портсмуте в 1905 году: Дневник И. Я. Коростовца, секретаря графа С. Ю. Витте во время Портсмутской конф. Июль — сент. 1905 г. — Былое, 1918, № 1, с. 177—220; № 2, с. 110—146; № 3 (на обл.: кн. 3, № 9), с. 58 — 85; кн. 6 (№ 12), с. 154—182.
- Pre-War Diplomacy: The Russo-Japanese Problem. London. British Periodicals Limited. 1920.
- Россия на Дальнем Востоке. Товарищество «Восточное просвещение». Пекин. 1922.
- Коростовец И. Я. Страница из истории русской дипломатии: Русско-японские переговоры в Портсмуте в 1905 г.: Дневник И. Я. Коростовец, секретаря графа Витте. — Пекин: Типо-литография Российской Духовной Миссии, 1923. — II, XII, 138 с. — То же, второе издание. — XXII+138 с.: 5 л. ил., 2 л. карт.
- Von Cinggis Khan zur Sowjetrepublik. Eine kurze Geschichte der Mongolei unter besonderer Beruumlcksichtigung der neusten Zeit. By Iwan Jakolewitsch Korostovetz, in collaboration with Dr. Erich Hauer. Walter de Gruyter, Berlin and Leipzig. 1926.